# Damián Batallini
Fabián Batallini (Don Torcuato, 24 giugno 1996) è un calciatore argentino, centrocampista dell'Instituto (C) in prestito dall'Argentinos Juniors.

## Caratteristiche tecniche
È un esterno sinistro.

## Carriera
Cresciuto nelle giovanili dell'Argentinos Juniors, ha esordito il 6 febbraio 2016 in occasione del match pareggiato 1-1 contro il Tigre.

## Statistiche

### Presenze e reti nei club
Statistiche aggiornate al 23 marzo 2018.
| Stagione        | Squadra            | Campionato      | Campionato | Campionato | Coppe nazionali | Coppe nazionali | Coppe nazionali | Coppe continentali | Coppe continentali | Coppe continentali | Altre coppe | Altre coppe | Altre coppe | Totale | Totale | Totale |
| Stagione        | Squadra            | Comp            | Pres       | Reti       | Comp            | Pres            | Reti            | Comp               | Pres               | Reti               | Comp        | Pres        | Reti        | Pres   | Reti   |        |
| --------------- | ------------------ | --------------- | ---------- | ---------- | --------------- | --------------- | --------------- | ------------------ | ------------------ | ------------------ | ----------- | ----------- | ----------- | ------ | ------ | ------ |
| 2016            | Argentinos Juniors | PD              | 12         | 2          | CA              | 1               | 0               |                    | -                  | -                  |             | -           | -           | 13     | 2      |        |
| 2016-2017       | Argentinos Juniors | BN              | 16         | 3          | CA              | 0               | 0               |                    | -                  | -                  |             | -           | -           | 16     | 3      |        |
| 2017-2018       | Argentinos Juniors | PD              | 16         | 4          | CA              | 0               | 0               |                    | -                  | -                  |             | -           | -           | 16     | 4      |        |
| Totale carriera | Totale carriera    | Totale carriera | 44         | 9          |                 | 1               | 0               |                    | -                  | -                  |             | -           | -           | 45     | 9      |        |